# 高峰土家族乡
高峰土家族乡，是中华人民共和国湖南省张家界市慈利县下辖的一个乡镇级行政单位。

## 行政区划
高峰土家族乡下辖以下地区：
农科村、双仁村、槐树村、和坪村、三溪村、大兴村、双星村、连池村、青龙村、东泉村、富垭村、中坪村、茅庵村、高华村、双垭村、风景村、三阳村、郑坪村、南井村、渣角村、双元村、双合村、长坪村、长乐村和高山村。